# Torgal
Torgal fou un estat tributari protegit, jagir feudatari de Kolhapur, amb una població el 1901 de 2.477 habitants. La capital era Torgal; la ciutat antiga està rodejada de muralla en mal estat, i inclou una ciutadella construïda el 1700.
La població hauria estat construïda vers el 1100 per un cap anomenat Bhutankush, que apareix esmentats a inscripcions datades al segle XII i XIII; Bhutankush hauria construït el temple de Bhutnath encara que molts experts consideren que fou posterior a la seva època. Va pertànyer al sultanat de Bijapur i el 1686 va quedar nominalment sota domini mogol però el 1690 fou ocupada per Narsoji Rao, un general maratha al que fou assignada en jagir pel cap maratha Raja Ram.

## Llista de governants (títol shrimant)
- MURARRAO SHINDE Sena Khas Khel
- NARSOJIRAO MURARRAO SHINDE Sena Khas Khel vers 1690-17? (fill)
- SUBHANRAO NARSOJIRAO SHINDE Sena Khas Khel (fill)
- LAKSHMANRAO SUBHANRAO SHINDE Sena Khas Khel (fill)
- SAMBHAJIRAO LAKSHMANRAO SHINDE Sena Khas Khel (fill)
- LAKSHMANRAO SAMBHAJIRAO SHINDE Sena Khas Khel (fill)
- SUBHANRAO LAKSHMANRAO SHINDE Sena Khas Khel (fill)
- SAMBHAJIRAO SUBHANRAO SHINDE Sena Khas Khel (fill)
- MURARRAO SAMBHAJIRAO SHINDE Sena Khas Khel (fill)
- NARSOJIRAO MURARRAO SHINDE Sena Khas Khel (fill)